# Sport- und Schwimmverein Jahn 1889 Regensburg 1976-1977
Questa voce raccoglie le informazioni riguardanti lo Sport- und Schwimmverein Jahn 1889 Regensburg nelle competizioni ufficiali della stagione 1976-1977.

## Stagione
Nella stagione 1976-1977 il Jahn Regensburg, allenato da Helmut Richert, concluse il campionato di 2. Bundesliga al 19º posto. In Coppa di Germania il Jahn Regensburg fu eliminato al secondo turno dal Fortuna Colonia.

## Rosa
| N. |                     | Ruolo | Calciatore             |
| -- | ------------------- | ----- | ---------------------- |
|    | Germania (bandiera) | P     | Josef Brandl           |
|    | Germania (bandiera) | P     | Michael Hümmer         |
|    | Germania (bandiera) | D     | Günter Dämpfling       |
|    | Germania (bandiera) | D     | Reinhold Mathes        |
|    | Germania (bandiera) | D     | Hans Meichel           |
|    | Germania (bandiera) | D     | Michael Richthammer    |
|    | Germania (bandiera) | D     | Gerd Schneider         |
|    | Germania (bandiera) | D     | Antonio Valent-Geißler |
|    | Germania (bandiera) | C     | Ernst Hodel            |
|    | Germania (bandiera) | C     | Rudolf Kraus           |

| N. |                     | Ruolo | Calciatore        |
| -- | ------------------- | ----- | ----------------- |
|    | Germania (bandiera) | C     | Horst Lippert     |
|    | Germania (bandiera) | C     | Werner Michalka   |
|    | Germania (bandiera) | C     | Peter Salzweger   |
|    | Germania (bandiera) | C     | Gerd Schaluschke  |
|    | Germania (bandiera) | C     | Helmut Schmidt    |
|    | Germania (bandiera) | C     | Rüdiger Watzl     |
|    | Germania (bandiera) | A     | Josef Mairföls    |
|    | Germania (bandiera) | A     | Hans Melzl        |
|    | Germania (bandiera) | A     | Herfried Ruhs     |
|    | Germania (bandiera) | A     | Willi Schmidbauer |

## Organigramma societario
Area tecnica
- Allenatore: Helmut Richert
- Allenatore in seconda:
- Preparatore dei portieri:
- Preparatori atletici:

## Calciomercato

### Sessione estiva
| Acquisti | Acquisti         | Acquisti   | Acquisti |
| R.       | Nome             | da         | Modalità |
| -------- | ---------------- | ---------- | -------- |
| D        | Günter Dämpfling | Norimberga |          |

| Cessioni | Cessioni        | Cessioni | Cessioni |
| R.       | Nome            | a        | Modalità |
| -------- | --------------- | -------- | -------- |
| A        | Bernd Laube     | Herford  |          |
| D        | Wolfgang Eckert | Würzburg |          |
| C        | Max Müller      | Würzburg |          |

### Sessione invernale
| Acquisti | Acquisti | Acquisti | Acquisti |
| R.       | Nome     | da       | Modalità |
| -------- | -------- | -------- | -------- |

| Cessioni | Cessioni | Cessioni | Cessioni |
| R.       | Nome     | a        | Modalità |
| -------- | -------- | -------- | -------- |

## Risultati

### 2. Bundesliga

#### Girone di andata
| Arbitro: | Scheffner |

|  |           |            |
|  | Marcatori | 16’ Warken |

| Arbitro: | Fleischer |

|                                |           |  |
| Hartwig 69’ Metzger 83’ (rig.) | Marcatori |  |

| Ratisbona 25 agosto 1976 3ª giornata | Jahn Ratisbona | 0 – 0 referto | Bayern Hof | Jahnstadion (7 000 spett.)\| Arbitro: \| Rumbucher \| |
| Arbitro:                             | Rumbucher      |               |            |                                                       |

| Arbitro: | Klauser |

|                                                            |           |           |
| Walitza 10’ Krstić 20’ Sturz 67’ Pechtold 77’ Petrovic 87’ | Marcatori | 57’ Hodel |

| Arbitro: | Seith |

|                    |           |                                    |
| Kraus 61’ Ruhs 62’ | Marcatori | 33’ (rig.), 85’ Emmerich 82’ Sterz |

| Arbitro: | Kalenborn |

|                                                    |           |                           |
| Ganz 11’, 46’ Bronnert 44’ (rig.) Ziegert 54’, 66’ | Marcatori | 48’ Ruhs 70’ (rig.) Watzl |

| Arbitro: | Wilhelmi |

|                     |           |  |
| Krause 5’ Theis 71’ | Marcatori |  |

| Arbitro: | Schmoock |

|                        |           |                 |
| Ruhs 53’ Schneider 73’ | Marcatori | 90’ Bauerkämper |

| Arbitro: | Hellwig |

|                                    |           |          |
| Müller 36’ Dollmann 77’ Holoch 78’ | Marcatori | 4’ Kraus |

| Arbitro: | Gaus |

|          |           |                               |
| Hodel 1’ | Marcatori | 7’ Hofmann 55’ Zele 83’ Klein |

| Arbitro: | Kalenborn |

|                   |           |                           |
| Hümmer 85’ (aut.) | Marcatori | 16’ Melzl 86’ Schaluschke |

| Arbitro: | Brückner |

|                                |           |                                                     |
| Melzl 9’, 55’ Watzl 42’ (rig.) | Marcatori | 44’ (rig.) Größler 72’ (rig.) Breuer 76’, 80’ Brand |

| Arbitro: | Frickel |

|                                              |           |  |
| Grimm 42’ Heinlein 61’, 75’ Unger 90’ (rig.) | Marcatori |  |

| Arbitro: | Dahler |

|          |           |  |
| Ruhs 57’ | Marcatori |  |

| Arbitro: | Stegner |

|                               |           |                      |
| Roßband 26’, 84’ Seiffert 79’ | Marcatori | 12’, 26’ Schaluschke |

| Arbitro: | Gaus |

|                                       |           |                |
| Schneider 17’ Watzl 42’ Ruhs 62’, 87’ | Marcatori | 53’, 65’ Vogel |

| Arbitro: | Dölfel |

|                                     |           |  |
| Killmaier 60’ Jörg 71’ Hoffmann 74’ | Marcatori |  |

| Arbitro: | Scheffner |

|                                              |           |  |
| Hodel 11’ Valent-Geißler 60’ Schaluschke 72’ | Marcatori |  |

| Arbitro: | Karr |

|          |           |  |
| Lenz 86’ | Marcatori |  |

#### Girone di ritorno
| Völklingen 26 dicembre 1976 20ª giornata | Röchling Völklingen | 0 – 0 referto | Jahn Ratisbona | Hermann-Neuberger-Stadion (1 500 spett.)\| Arbitro: \| Röder \| |
| Arbitro:                                 | Röder               |               |                |                                                                 |

| Arbitro: | Drescher |

|                  |           |                              |
| Watzl 66’ (rig.) | Marcatori | 72’, 83’ Nielsen 87’ Metzger |

| Arbitro: | Nützel |

|                      |           |           |
| Zapf 33’ Feulner 51’ | Marcatori | 24’ Hodel |

| Arbitro: | Quindeau |

|  |           |                              |
|  | Marcatori | 33’ (rig.), 78’, 84’ Walitza |

| Arbitro: | Frickel |

|                                                 |           |                     |
| Brücken 24’ Hiestermann 31’ Emmerich 52’ (rig.) | Marcatori | 27’ Melzl 89’ Hodel |

| Ratisbona 19 febbraio 1977 25ª giornata | Jahn Ratisbona | 0 – 0 referto | Baunatal | Jahnstadion (1 500 spett.)\| Arbitro: \| Haselberger \| |
| Arbitro:                                | Haselberger    |               |          |                                                         |

| Arbitro: | Clajus |

|                           |           |                                                             |
| Ruhs 17’ Watzl 64’ (rig.) | Marcatori | 3’ Blechschmidt 45’, 68’ (rig.) Rausch 77’ Bastrup 83’ Bitz |

| Arbitro: | Blum |

|             |           |          |
| Schlief 33’ | Marcatori | 50’ Ruhs |

| Arbitro: | Scheffner |

|  |           |            |
|  | Marcatori | 75’ Müller |

| Arbitro: | Wilhelmi |

|             |           |  |
| Hofmann 62’ | Marcatori |  |

| Arbitro: | Wohlfarth |

|  |           |                                      |
|  | Marcatori | 7’ Müller 33’, 73’ Braun 85’ Rudloff |

| Arbitro: | Drescher |

|                            |           |  |
| Milardovic 17’ Hofmann 24’ | Marcatori |  |

| Arbitro: | Rumbucher |

|                               |           |                         |
| Ruhs 27’ (rig.) Schneider 74’ | Marcatori | 18’ Hilkes 43’ Heinlein |

| Arbitro: | Niebergall |

|                                                     |           |  |
| Schabacker 44’ Dörenberg 48’ Koch 83’ Cestonaro 86’ | Marcatori |  |

| Arbitro: | Binninger |

|                                                     |           |                  |
| Richthammer 44’ Schneider 47’ Michalka 51’ Ruhs 77’ | Marcatori | 74’ (rig.) Marek |

| Arbitro: | Dellwing |

|               |           |  |
| Heck 13’, 70’ | Marcatori |  |

| Arbitro: | Langhans |

|                                                               |           |                 |
| Schneider 1’ Melzl 5’, 51’ Richthammer 23’ Lippert 71’ (rig.) | Marcatori | 80’ Kalchschmid |

| Arbitro: | Treib |

|                                                          |           |  |
| Hitzfeld 7’, 33’, 34’, 43’, 48’, 83’ Hoeneß 22’ Jank 82’ | Marcatori |  |

| Arbitro: | Brückner |

|  |           |                |
|  | Marcatori | 83’ Schwickert |

### Coppa di Germania
| Arbitro: | Wohlfarth |

|                                |           |              |
| Ruhs 10’, 70’ Watzl 73’ (rig.) | Marcatori | 20’ Hertweck |

| Arbitro: | Nickel |

|            |           |                                 |
| Mathes 42’ | Marcatori | 88’ Wesseler 111’ (aut.) Mathes |

## Statistiche

### Statistiche di squadra
| Competizione      | Punti | In casa | In casa | In casa | In casa | In casa | In casa | In trasferta | In trasferta | In trasferta | In trasferta | In trasferta | In trasferta | Totale | Totale | Totale | Totale | Totale | Totale | DR  |
| Competizione      | Punti | G       | V       | N       | P       | Gf      | Gs      | G            | V            | N            | P            | Gf           | Gs           | G      | V      | N      | P      | Gf     | Gs     | DR  |
| ----------------- | ----- | ------- | ------- | ------- | ------- | ------- | ------- | ------------ | ------------ | ------------ | ------------ | ------------ | ------------ | ------ | ------ | ------ | ------ | ------ | ------ | --- |
| 2. Bundesliga     | 19    | 19      | 6       | 3       | 10      | 30      | 35      | 19           | 1            | 2            | 16           | 12           | 52           | 38     | 7      | 5      | 26     | 42     | 87     | -45 |
| Coppa di Germania | -     | 2       | 1       | 0       | 1       | 4       | 3       | 0            | 0            | 0            | 0            | 0            | 0            | 2      | 1      | 0      | 1      | 4      | 3      | +1  |
| Totale            | 19    | 21      | 7       | 3       | 11      | 34      | 38      | 19           | 1            | 2            | 16           | 12           | 52           | 40     | 8      | 5      | 27     | 46     | 90     | -44 |

### Andamento in campionato
| Giornata  | 1  | 2  | 3  | 4  | 5  | 6  | 7  | 8  | 9  | 10 | 11 | 12 | 13 | 14 | 15 | 16 | 17 | 18 | 19 | 20 | 21 | 22 | 23 | 24 | 25 | 26 | 27 | 28 | 29 | 30 | 31 | 32 | 33 | 34 | 35 | 36 | 37 | 38 |
| --------- | -- | -- | -- | -- | -- | -- | -- | -- | -- | -- | -- | -- | -- | -- | -- | -- | -- | -- | -- | -- | -- | -- | -- | -- | -- | -- | -- | -- | -- | -- | -- | -- | -- | -- | -- | -- | -- | -- |
| Luogo     | C  | T  | C  | T  | C  | T  | T  | C  | T  | C  | T  | C  | T  | C  | T  | C  | T  | C  | T  | T  | C  | T  | C  | T  | C  | C  | T  | C  | T  | C  | T  | C  | T  | C  | T  | C  | T  | C  |
| Risultato | P  | P  | N  | P  | P  | P  | P  | V  | P  | P  | V  | P  | P  | V  | P  | V  | P  | V  | P  | N  | P  | P  | P  | P  | N  | P  | N  | P  | P  | P  | P  | N  | P  | V  | P  | V  | P  | P  |
| Posizione | 15 | 17 | 16 | 19 | 19 | 20 | 20 | 18 | 19 | 20 | 19 | 19 | 20 | 18 | 19 | 18 | 18 | 18 | 18 | 18 | 18 | 18 | 18 | 18 | 18 | 18 | 18 | 18 | 18 | 18 | 19 | 18 | 19 | 18 | 18 | 18 | 18 | 19 |

Legenda:

Luogo: C = Casa; T = Trasferta. Risultato: V = Vittoria; N = Pareggio; P = Sconfitta.

### Statistiche dei giocatori
| Giocatore         | 2. Bundesliga | 2. Bundesliga | 2. Bundesliga | 2. Bundesliga | Coppa di Germania | Coppa di Germania | Coppa di Germania | Coppa di Germania | Totale   | Totale | Totale      | Totale     |
| Giocatore         | Presenze      | Reti          | Ammonizioni   | Espulsioni    | Presenze          | Reti              | Ammonizioni       | Espulsioni        | Presenze | Reti   | Ammonizioni | Espulsioni |
| ----------------- | ------------- | ------------- | ------------- | ------------- | ----------------- | ----------------- | ----------------- | ----------------- | -------- | ------ | ----------- | ---------- |
| J. Brandl         | 7             | 0             | 0             | 0             | 0                 | 0                 | 0                 | 0                 | 7        | 0      | 0           | 0          |
| G. Dämpfling      | 26            | 0             | 3             | 0             | 1                 | 0                 | 0                 | 0                 | 27       | 0      | 3           | 0          |
| E. Hodel          | 35            | 5             | 2             | 0             | 1                 | 0                 | 0                 | 0                 | 36       | 5      | 2           | 0          |
| M. Hümmer         | 31            | 0             | 0             | 0             | 2                 | 0                 | 0                 | 0                 | 33       | 0      | 0           | 0          |
| R. Kraus          | 17            | 2             | 0             | 0             | 1                 | 0                 | 0                 | 0                 | 18       | 2      | 0           | 0          |
| B. Laube          | 14            | 0             | 0             | 0             | 2                 | 0                 | 0                 | 0                 | 16       | 0      | 0           | 0          |
| H. Lippert        | 21            | 1             | 4             | 0             | 0                 | 0                 | 0                 | 0                 | 21       | 1      | 4           | 0          |
| J. Mairföls       | 1             | 0             | 1             | 0             | 0                 | 0                 | 0                 | 0                 | 1        | 0      | 1           | 0          |
| R. Mathes         | 38            | 0             | 6             | 0             | 2                 | 1                 | 0                 | 0                 | 40       | 1      | 6           | 0          |
| H. Meichel        | 35            | 0             | 4             | 0             | 2                 | 0                 | 0                 | 0                 | 37       | 0      | 4           | 0          |
| H. Melzl          | 24            | 6             | 2             | 1             | 2                 | 0                 | 0                 | 0                 | 26       | 6      | 2           | 1          |
| W. Michalka       | 33            | 1             | 3             | 0             | 2                 | 0                 | 0                 | 0                 | 35       | 1      | 3           | 0          |
| M. Richthammer    | 27            | 2             | 5             | 0             | 2                 | 0                 | 0                 | 0                 | 29       | 2      | 5           | 0          |
| H. Ruhs           | 29            | 10            | 1             | 0             | 2                 | 2                 | 1                 | 0                 | 31       | 12     | 2           | 0          |
| P. Salzweger      | 8             | 0             | 1             | 0             | 0                 | 0                 | 0                 | 0                 | 8        | 0      | 1           | 0          |
| G. Schaluschke    | 18            | 4             | 2             | 0             | 2                 | 0                 | 0                 | 0                 | 20       | 4      | 2           | 0          |
| W. Schmidbauer    | 20            | 0             | 3             | 0             | 1                 | 0                 | 0                 | 0                 | 21       | 0      | 3           | 0          |
| H. Schmidt        | 1             | 0             | 0             | 0             | 0                 | 0                 | 0                 | 0                 | 1        | 0      | 0           | 0          |
| G. Schneider      | 31            | 5             | 5             | 0             | 2                 | 0                 | 0                 | 0                 | 33       | 5      | 5           | 0          |
| A. Valent-Geißler | 25            | 1             | 1             | 0             | 0                 | 0                 | 0                 | 0                 | 25       | 1      | 1           | 0          |
| R. Watzl          | 27            | 5             | 3             | 0             | 2                 | 1                 | 0                 | 0                 | 29       | 6      | 3           | 0          |